# Цзинь Чжунь
Цзинь Чжунь (кит. трад. 靳準, пиньинь Jìn Zhǔn, ? — 318) — один из высших чиновников государства Северная Хань, на короткое время захвативший власть в результате государственного переворота.

## Биография
Впервые Цзинь Чжунь упоминается в 315 году в качестве военачальника низкого ранга: император Лю Цун взял его дочерей Цзинь Юэгуан и Цзинь Юэхуа в наложницы, а затем сделал их императрицами. Будучи тестем императора, Цзинь Чжунь постепенно занял высокое положение при дворе.
В 318 году Лю Цун умер, и трон занял его сын Лю Цань. Цзинь Чжунь использовал своё положение для того, чтобы побудить нового правителя избавиться от опеки и советов братьев. Вскоре братья императора были казнены по обвинению в кутежах и пренебрежении своими обязанностями, и фактическая власть в стране оказалась в руках Цзинь Чжуня.
Тем временем Лю Цань, в соответствии с обычаями хуннов, стал посещать юных наложниц своего отца. Цзинь Чжунь воспользовался этим, чтобы настроить служащих при дворе китайцев против «варвара, живущего с собственными матерями». С группой заговорщиков Цзинь Чжунь ворвался в покои Лю Цаня и зарезал императора, пробывшего на троне немногим более месяца. После этого на рыночной площади были казнены все родственники Лю Цуна без различия пола и возраста, трупы Лю Юаня и Лю Цуна были вырыты из могил и обезглавлены, а храм предков рода Лю был сожжён.
Цзинь Чжунь дал себе титул, согласно одним источникам, «Небесного князя» (天王, Тянь-ван), согласно другим, — «Большого князя» (大王, Да-ван) государства Хань и отправил послов к цзиньскому императору Юань-ди, сообщая, что готов вернуться под руку империи Цзинь.
Узнав о произошедшем, на столичный Пинъян двинул свои войска Ши Лэ, а на западе империи новым императором объявил себя Лю Яо. Поскольку царствующий дом был полностью истреблён, Лю Яо изменил название государства с «Хань» на «Чжао».
Цзинь Чжунь попытался помириться с Ши Лэ, но тот арестовал посла и отослал его Лю Яо. Лю Яо освободил арестованного и попросил передать Цзинь Чжуню, что если тот сдастся, то будет прощён и оставлен в чине. Цзинь Чжунь ему не поверил, но был убит своими сподвижниками, которые возвели на престол его сына Цзинь Мина. Цзинь Мин предложил Лю Яо свою покорность, однако Ши Лэ напал на Пинъян. Цзинь Мин бежал оттуда и сдался Лю Яо, но тот казнил его самого и всех его родственников.